# Gare de Buzy-en-Béarn
Gare de Buzy-en-Béarn vasútállomás Franciaországban, Buzy településen.

## Vasútvonalak
Az állomást az alábbi vasútvonalak érintik:
- Pau–Canfranc-vasútvonal

## Kapcsolódó állomások
A vasútállomáshoz az alábbi állomások vannak a legközelebb:
- Gare d’Ogeu-les-Bains
- Gare de Gan